# Glyptotendipes tokunagai
Glyptotendipes tokunagai är en tvåvingeart som beskrevs av Sasa 1979. Glyptotendipes tokunagai ingår i släktet Glyptotendipes och familjen fjädermyggor. Inga underarter finns listade i Catalogue of Life.